# Colocleora bipannosa
Colocleora bipannosa là một loài bướm đêm trong họ Geometridae.